# Спуск в бездну
«Спуск в бездну» (фр. Gueules noires) — французский фильм 2023 года, поставленный режиссером Матье Тури по собственному сценарию. Премьера ленты состоялась 15 ноября 2023 во Франции.

## Сюжет
1956 год, Марокко. Местные, собрались на небольшой площади провинциального городка, где представители шахты на севере Франции будут отбирать шахтеров. Худощавого молодого марокканца Амира выбирают из-за его знания французского и настойчивости.
Север Франции. Профессор Бертье пытается договориться с директором угольной шахты Фуасье о достижении глубины в 1000 метров в максимально короткий срок, так как это чрезвычайно важно для некой его работы. Неделю спустя по достижении заданной глубины Бертье вместе с опытным шахтером Роланом Невилем, и его командой, включая молодого Амира, спускаются вниз. В это время остальных шахтеров в шахте нет, на чем настоял профессор, и скрыл это от своей группы, лишь небольшая группа, которой обещано солидное вознаграждение за спуск и помощь профессору.
В шахте Бертье замечает белую лошадь. Она слепа с рождения и живет в шахте, выполняя работы. Шахтеры получают от профессора указание взорвать небольшой участок стены. Спустившись внутрь углубления, шахтеры делятся на группы и начинают поиски профессора, который неожиданно для всех исчез. Одна из групп находит скелеты когда-то пропавших в этом районе шахтеров. Другая группа шахтеров отыскивает профессора Бертье, который изучал поверхность пещеры, испещренную знаками. По его словам, здесь, возможно, существовала древняя цивилизация. За стеной, уверяет профессор, находятся древние артефакты и сокровища. Взрыв, разрушив стену, заваливает и выход наружу, и шахтеры оказываются отрезанными от поверхности, а Сантини получает тяжелую травму ноги.
Амир, Поло и Луи находят гробницу и обыскивают её. Неожиданно из саркофага поднимается чудовище. Амир, Поло и Луи, набив карманы, бегут к остальным. Кроме взрывчатки у шахтеров нет ничего, и приходится делать выбор: либо использовать взрывчатку против чудовища, либо попытаться взорвать стену и пробиться наружу. Существо утаскивает Поло. Все бегут за ним, но теряются в подземных ходах. Добежав до раненого Сантини, группа видит, как тварь расправляется с Сантини и уходит в темноту.
Бертье предлагает вернуться в гробницу и изучить надписи на стенах, чтобы понять, где выход. Группа шахтеров натыкается на жертвенные комнаты в честь древних богов, и множество скелетов. Зайдя в гробницу, Бертье нажимает на механизм, который заваливает дверь, и он вместе с Амиром остается наедине с письменами и тварью. Благодаря этим письменам профессор понимает, что это иная цивилизация, чудовища ждут прибытия Великого древнего бога Ктулху. Амир и профессор Бертье при помощи палиндрома, понимают, что на стене написан выход. Неожиданно проявляется тварь. Профессор гибнет, Амир с трудом выбирается к остальным.
Выжившие шахтеры идут по следу Амира, который, используя записную книжку профессора, ищет знаки на стенах. Появившаяся тварь убивает Мигеля и уносит Луи в темноту. Ролан и Амир достигают выхода, но оказывается, что он был заблокирован много веков назад. Они идут обратно, к жертвенному колодцу. Уже двигаясь к выходу, чудовище утаскивает Амира в подземелье, к своему трону. Там существо пытается войти с ним в контакт, используя оторванную голову Луи. Тварь предлагает Амиру вывести его из лабиринта наружу, в обмен на что он станет Богом. Амир ранит существо и убегает к колодцу, в котором уже находится Ролан. Заминировав стенки колодца, шахтеры решают пожертвовать собой и завалить выход, чтобы убить монстра.

## В ролях
- Самюэль Ле Бьян — Ролан Невиль, шахтер
- Жан-Юг Англад —  Бертье, профессор
- Амир Эль Касем — Амир, новичок из Марокко
- Филипп Торретон — Фуасье, директор шахты
- Тома Соливерес — Луи
- Диего Мартин — Мигель
- Марк Рисо — Поло
- Бруно Санчес — Сантини